# 南长街道
南长街道，是中华人民共和国河北省石家庄市桥西区下辖的一个街道办事处。
2013年，石家庄市人民政府批复同意撤销裕西街道办事处，将其行政管辖区域划归南长街道办事处管辖。

## 行政区划
南长街道下辖以下地区：
保晋南街社区、槐安西路社区、农建街社区、经八条社区、仓北社区、中南社区、电业局南院社区、省建行社区和仓南社区。